# Kenny Higgs
Kenneth Lee Higgs Jr. (Owensboro, 31 januari 1955) is een Amerikaans voormalig basketballer.

## Carrière
Higgs speelde collegebasketbal voor de LSU Tigers van 1974 tot 1978. In 1978 werd hij gekozen als 57e door de Cleveland Cavaliers in de NBA draft dat jaar. In juli 1978 nam hij deel aan een rookie-kamp bij de Cavaliers net zoals in september 1978. Daarna volgde het reguliere kamp met de andere spelers. Hij kreeg uiteindelijk een plaats in de ploeg van de Cavaliers voor het seizoen 1978/79. In augustus 1979 speelde hij in de Push/Excel Pro Basketball Classic. In september 1979 nam hij opnieuw deel aan de trainingskampen van de Cavaliers maar begin oktober 1979 werd zijn contract ontbonden samen met dat van Mel Bennett en Glen Hansen.
Hij tekende daarop voor de Utica Olympics uit de Continental Basketball Association waar hij een seizoen speelde. Hij speelde eind juli 1980 oefenwedstrijden bij de Denver Nuggets. Hij tekende in augustus 1980 een contract bij de Nuggets. Hij maakte ook de uiteindelijke ploeg aan de start van het seizoen. In december 1980 werd zijn contract al ontbonden door de Nuggets. Een week later tekende hij alweer opnieuw een contract bij de Nuggets met een 10-dagen contract als vervanger van de geblesseerde John Roche. Eind december 1980 tekende hij een contract voor de rest van het seizoen bij de Nuggets. Eind september 1981 tekende hij een nieuw contract bij de Nuggets. Hij deelde dat seizoen zijn startersplaats met Billy McKinney. Eind juni 1982 vertelde coach Doug Moe al dat Higgs niet zou terugkeren naar de Nuggets en midden september 1982 werd zijn contract ontbonden.
In december 1982 tekende hij een contract bij de Detroit Spirits uit de CBA voor een seizoen. Hij keerde terug en startte ook in het seizoen 1983/84 voor de Spirits. In januari 1984 werd hij geschorst door zijn ploeg. In april 1984 speelde hij in het Tri-State tourney voor Southside Barbeque. Hij tekende in december 1984 voor de Evansville Thunder als vervanger van de geblesseerde Clay Johnson. Begin januari 1985 werd zijn contract alweer ontbonden. In november 1985 speelde hij nog wel in een kamp van de Thunder maar slaagde er niet in om een plaats te krijgen in de ploeg. 
In april 1986 speelde hij opnieuw in het Tri-State tournament. In de zomer van 1986 speelde hij nog voor de Tampa Bay Flash uit de USBL en werd met hen kampioen. Hij speelde hierna nog meerdere jaren in regionale wedstrijden en competities zoals de Tri-State tournament. Hij won in 1987 en 1988 het Tri-State Tournament met de National Steel. Hij speelde ook de volgende jaren telkens voor National Steel (Erection). In 1994 nam hij deel als onderdeel van Dream team en won nogmaals het toernooi. Hij speelde daarnaast ook in Italië en Chili. Hij stopte midden jaren '90 als basketballer en werd daarna jeugdcoach.

## Privéleven
Zijn broer Mark Higgs was een Americanfootballspeler.

## Erelijst
- USBL-kampioen: 1986
- Louisiana Basketball Hall of Fame: 2020[21]

## Statistieken

### Regulier seizoen
| Seizoen  | Team                | WG  | WS | MPW  | 2P%  | 3P%  | FW%  | RPW | APW | SPW | BPW | PPW |
| -------- | ------------------- | --- | -- | ---- | ---- | ---- | ---- | --- | --- | --- | --- | --- |
| 1978/79  | Cleveland Cavaliers | 68  | –  | 15,4 | 45,5 | –    | 76,6 | 1,5 | 2,1 | 1,0 | 0,2 | 5,0 |
| 1980/81  | Denver Nuggets      | 72  | –  | 23,5 | 46,6 | 11,8 | 81,4 | 2,0 | 5,7 | 1,4 | 0,1 | 7,8 |
| 1981/82  | Denver Nuggets      | 76  | 49 | 22,3 | 44,3 | 19,0 | 81,7 | 1,9 | 5,2 | 0,9 | 0,1 | 7,5 |
| Carrière | Carrière            | 216 | 49 | 20,5 | 45,5 | –    | 80,4 | 1,8 | 4,4 | 1,1 | 0,1 | 6,8 |

### Play-offs
| Seizoen  | Team                | WG | WS | MPW  | 2P%  | 3P% | FW%  | RPW | APW | SPW | BPW | PPW |
| -------- | ------------------- | -- | -- | ---- | ---- | --- | ---- | --- | --- | --- | --- | --- |
| 1981/82  | Cleveland Cavaliers | 3  | –  | 18,0 | 42,1 | 0,0 | 58,3 | 1,0 | 2,0 | 1,0 | 0,0 | 7,7 |
| Carrière | Carrière            | 3  | –  | 18,0 | 42,1 | 0,0 | 58,3 | 1,0 | 2,0 | 1,0 | 0,0 | 7,7 |